# Тинтин и Альфа-Арт
«Тинтин и Альфа-Арт» (фр. Tintin et l’Alph-Art) — двадцать четвёртый и последний альбом из серии «Приключения Тинтина» бельгийского карикатуриста Эрже.
Незавершённый комикс был впервые опубликован в 1986 году, после смерти Эрже (1983 год).

## Работа над альбомом
Отражая собственное увлечение современным искусством, Эрже начал работу над альбомом «Тинтин и Альф-арт» в 1978 году. Однако она осталась незаконченной к моменту его смерти в марте 1983 года. На тот момент она состояла из около 150 страниц карандашных заметок, набросков и эскизов — ещё не выполненных в фирменном стиле рисования Эрже методом чистой линии — без какой-либо концовки для истории. Коллега Эрже Боб де Мур предложил завершить историю для публикации, и хотя вдова Эрже Фанни Вламинк изначально согласилась, она изменила свое решение, сославшись на тот факт, что её покойный муж не хотел, чтобы кто-то другой продолжил «Приключения Тинтина».

## Приём
Подборка оригинальных заметок была собрана и опубликована в виде книги издательством Casterman в 1986 году. С тех пор несколько других карикатуристов, таких как Ив Родье, создали свои собственные законченные, несанкционированные версии истории. Критический прием работы был неоднозначным; некоторые комментаторы «Приключений Тинтина» считают, что если бы комикс был завершён, это было бы улучшением по сравнению с предыдущими двумя томами, в то время как другие характеризуют такие оценки как принятие желаемого за действительное.